# Edu Expósito
Edu Expósito, né le 1er août 1996 à Cubelles en Espagne, est un footballeur espagnol qui évolue au poste de milieu central au RCD Espanyol.

## Biographie

### Deportivo La Corogne
Né à Cubelles en Espagne, Edu Expósito passe par le CF Damm (en), avant de continuer sa formation au Deportivo La Corogne, qu'il rejoint en 2015. Il se voit dans un premier temps intégré à l'équipe réserve du Deportivo. Il joue son premier match avec l'équipe première le 7 mai 2017, à l'occasion d'une rencontre de Liga face à l'Espanyol de Barcelone. Il est titulaire lors de ce match, qui se solde par la défaite des siens (1-2). 
Le 13 octobre 2017, il prolonge son contrat avec son club jusqu'en juin 2022,.

### SD Eibar
Le 13 juillet 2019, Edu Exposito s'engage avec le SD Eibar, pour un contrat de cinq ans. Il retrouve donc la Liga lors de la saison 2019-2020. 
Il joue son premier match sous ses nouvelles couleurs en championnat, le 17 août 2019 face au RCD Majorque. Il entre en jeu à la place de Gonzalo Escalante mais son équipe s'incline ce jour-là sur le score de deux buts à un. Il inscrit son premier but en première division le 29 septembre de la même année, contribuant à la victoire de son équipe face au Celta de Vigo, en championnat (2-0).
Le 12 juillet 2020, Expósito se fait remarquer en réalisant son premier doublé pour Eibar, face à l'Espanyol de Barcelone, en championnat. Il permet ainsi à son équipe de l'emporter (0-2 score final).

### Espanyol de Barcelone
Le 8 août 2022, Edu Expósito s'engage en faveur de l'Espanyol de Barcelone. Il signe un contrat courant jusqu'en juin 2027,.